# Lijst van voetbalinterlands Azerbeidzjan - India
Deze lijst van voetbalinterlands is een overzicht van alle officiële voetbalwedstrijden tussen de nationale teams van Azerbeidzjan en India. De landen speelden tot op heden een keer tegen elkaar: een vriendschappelijke wedstrijd op 27 februari 2012 in Dubai (Verenigde Arabische Emiraten).

## Wedstrijden
| № | Plaats | Datum            | Competitie        | Wedstrijd            | Uitslag |
| - | ------ | ---------------- | ----------------- | -------------------- | ------- |
| 1 | Dubai  | 27 februari 2012 | Vriendschappelijk | Azerbeidzjan – India | 3 – 0   |

## Samenvatting
| Competitie        | Totaal gespeeld | Winst Azerbeidzjan | Gelijk | Winst India | Doelsaldo Azerbeidzjan – India |
| ----------------- | --------------- | ------------------ | ------ | ----------- | ------------------------------ |
| Vriendschappelijk | 1               | 1                  | 0      | 0           | 3 − 0                          |
| Totaal            | 1               | 1                  | 0      | 0           | 3 − 0                          |

Wedstrijden bepaald door strafschoppen worden, in lijn met de FIFA, als een gelijkspel gerekend.
AFFA · A-internationals · Bondscoaches · Statistieken · Azerbeidzjaans vrouwenelftal · Azerbeidzjan U21 · Azerbeidzjan U20 · Azerbeidzjan U19 · Azerbeidzjan U18 · Azerbeidzjan U17 · Azerbeidzjan U16
1992 – 1999 ·
2000 – 2009 ·
2010 – 2019 ·
2020 − 2029
1992 · 
1993 · 
1994 · 
1995 · 
1996 · 
1997 · 
1998 · 
1999 · 
2000 · 
2001 · 
2002 · 
2003 · 
2004 · 
2005 · 
2006 · 
2007 · 
2008 · 
2009 · 
2010 · 
2011 · 
2012 · 
2013 · 
2014 · 
2015 · 
2016 · 
2017 ·
2018 ·
2019 ·
2020 ·
2021 ·
2022 ·
2023 ·
2024
Albanië ·
Andorra ·
Bahrein ·
België ·
Bosnië en Herzegovina · 
Bulgarije ·
Canada ·
Cyprus ·
Duitsland ·
Engeland ·
Estland ·
Faeröer ·
Filipijnen ·
Finland ·
Frankrijk ·
Georgië ·
Honduras ·
Hongarije ·
Ierland ·
IJsland ·
India ·
Irak ·
Iran ·
Israël ·
Italië ·
Japan · 
Jordanië ·
Kazachstan ·
Kirgizië · 
Koeweit · 
Kosovo · 
Kroatië · 
Letland ·
Liechtenstein ·
Litouwen ·
Luxemburg ·
Malta ·
Moldavië ·
Mongolië ·
Montenegro ·
Noord-Ierland ·
Noord-Macedonië ·
Noorwegen ·
Oekraïne ·
Oezbekistan ·
Oman ·
Oostenrijk ·
Palestina ·
Polen ·
Portugal ·
Qatar ·
Roemenië ·
Rusland ·
San Marino ·
Saoedi-Arabië ·
Servië ·
Servië en Montenegro ·
Singapore ·
Slovenië ·
Slowakije ·
Spanje ·
Tadzjikistan · 
Trinidad en Tobago · 
Tsjechië ·
Turkije · 
Turkmenistan · 
Verenigde Arabische Emiraten ·
Verenigde Staten ·
Wales ·
Wit-Rusland ·
Zwitserland ·
Zweden
AIFF · A-Internationals · Bondscoaches · Statistieken · Olympisch elftal · Indiaas vrouwenelftal · India U21 · India U20 · India U19 · India U18 · India U17
1930 – 1949 · 
1950 – 1959 · 
1960 – 1969 · 
1970 – 1979 · 
1980 – 1989 · 
1990 – 1999 · 
2000 – 2009 · 
2010 – 2019 ·
2020 − 2029
Afghanistan ·
Argentinië ·
Australië ·
Azerbeidzjan · 
Bahrein ·
Bangladesh ·
Bhutan ·
Brunei ·
Cambodja ·
China ·
Curaçao ·
Fiji ·
Filipijnen ·
Finland ·
Ghana ·
Guam ·
Guyana ·
Hongarije ·
Hongkong ·
IJsland ·
Indonesië ·
Irak ·
Iran ·
Israël ·
Jamaica ·
Japan ·
Jemen ·
Jordanië ·
Kameroen ·
Kenia ·
Kirgizië ·
Koeweit ·
Laos ·
Libanon ·
Macau ·
Malediven ·
Maleisië ·
Marokko ·
Mauritius ·
Mongolië ·
Myanmar ·
Namibië ·
Nepal ·
Nieuw-Zeeland ·
Noord-Korea ·
Oezbekistan ·
Oman ·
Pakistan ·
Palestina ·
Peru ·
Polen ·
Puerto Rico ·
Qatar ·
Saint Kitts en Nevis ·
Saoedi-Arabië ·
Singapore ·
Sovjet-Unie ·
Sri Lanka ·
Suriname ·
Syrië ·
Tadzjikistan ·
Taiwan ·
Thailand ·
Trinidad en Tobago ·
Turkmenistan ·
Uruguay ·
Vanuatu ·
Verenigde Arabische Emiraten ·
Vietnam ·
Wit-Rusland ·
Zambia ·
Zuid-Korea ·
Zuid-Vietnam